# DISH
Dish je malé město v Texasu ve Spojených státech. Má 345 obyvatel. 16. listopadu 2005 bylo přejmenováno z původního názvu Clark na dnešní.
Město se dříve jmenovalo po svém zakladateli a prvním starostovi Landisi Clarkovi, který ho založil v červnu 2000. Ve volbách v roce 2005 byl však Clark o jeden hlas poražen novým starostou Billem Merrittem.
Výměnou za přejmenování města dostali všichni obyvatelé zdarma příjem základních televizních programů na deset let a digitální videorekordér od poskytovatele satelitní televize DISH Network. Proti přejmenování Clarku nebyl formálně nikdo; dvanáct občanů se dostavilo na zasedání městské rady, aby návrh podpořilo.